# 松下美由紀
松下 美由紀（まつした みゆき、1969年12月24日 - ）は、日本の女性声優。埼玉県出身。アーツビジョン所属。

## 経歴
東京音楽大学卒業。勝田声優学院、日本ナレーション演技研究所を経て、声優デビュー。

## 人物
音域はG - C。
優しい少女、明るい娘役を演じる。
趣味・特技はピアノ、ヴァイオリン、琴（生田流）。

## 出演
太字はメインキャラクター。

### テレビアニメ
1989年
- 新ビックリマン（すやすや天女）

1991年
- 横山光輝 三国志（1991年 - 1992年、孔明の妹）
- RPG伝説ヘポイ（町の人B、ガマゾネス）

1992年
- ゲンジ通信あげだま（女高生B）
- スペースオズの冒険（ラビット）
- 大草原の小さな天使 ブッシュベイビー（ケイト・アドルトン）
- ちびまる子ちゃん（えみこ）
- 南国少年パプワくん（カオルちゃん）
- 魔法のプリンセス ミンキーモモ 夢を抱きしめて（ホロビノアゲハ）

1993年
- それいけ!アンパンマン（1993年 - 1994年、黒ちゃん、ネコ美）
- ドンラゴン（マドンラちゃん）
- みかん絵日記（花ちゃん）

1994年
- 超くせになりそう（女の子）

1995年
- 愛天使伝説ウェディングピーチ（エリカ、里子）
- 黄金勇者ゴルドラン（ミー）
- 新世紀エヴァンゲリオン（看護婦）
- 神秘の世界エルハザード

1996年
- 怪盗セイント・テール（本間ユミ、生徒B）

1997年
- 吸血姫美夕（女性）

1998年
- DTエイトロン（バーチャル世界の人達）

1999年
- イソップワールド（白鳥姫、女A）
- 日本一の男の魂

2000年
- 幻想魔伝 最遊記（夏華）

2002年
- 十二国記（峯麟）

2003年
- 出撃!マシンロボレスキュー（先生）

2004年
- クロノクルセイド（母親）
- 名探偵コナン（TVナレーター）
- 妄想代理人

### 劇場アニメ
- マクロスプラス MOVIE EDITION（1995年）
- 劇場版 天地無用! in LOVE（1996年）
- 劇場版 サルゲッチュ 黄金のピポヘル・ウッキーバトル（2002年、ウッキーピンク）

### OVA
- 絶愛-1989-（1992年、少年時代の拓人）
- 超時空要塞マクロスII -LOVERS AGAIN-（1992年）
- のぞみウィッチィズ（1992年、山崎）
- 人魚の傷（1993年、女）
- SMガールズ セイバーマリオネットR（1995年、パトセイバー）
- 未来超獣FOBIA（1995年、飯島めぐみ）
- サンクチュアリ（1996年）
- ファーストKiss☆物語 〜Kissからはじまる物語〜（2000年、田辺先生）

### ゲーム
1993年
- ヴェインドリームII（セシリア）
- ソードマスター（ミュート、シャロヌ、ヴェルネ）
- 電脳天使 〜デジタルアンジュ〜（クレアリデル・ヴァナント・シャウラ）
- 初恋物語（クレアリデル・ヴァナント・シャウラ）

1994年
- アルナムの牙 獣族十二神徒伝説（アイカ、ランチョの子供丙）
- プリンセスメーカー2（パトレイシア・ハーン）FM TOWNS版

1995年
- 3×3EYES～吸精公主～（紅玉）
- ファーランドサーガ（マーシア）

1996年
- 虚空漂流ニルゲンツ（結城素子）
- 3×3 EYES 吸精公主S（紅玉）
- NEWヤッターマン 難題かんだいヤジロベエ
- ファイアーウーマン纏組（メロン）

1997年
- ヴァンパイア セイヴァー The Lord of Vampire（バレッタ、キュービィ、アナカリス〈女装やられ〉、ザベル〈女装やられ〉、レイレイ〈女装やられ〉、サスカッチ〈女装やられ〉、ビシャモン〈女装やられ〉）
- ヴァンパイア セイヴァー2 The Lord of Vampire（バレッタ、キュービィ）
- ヴァンパイア ハンター2 Darkstalkers' Revenge（バレッタ、キュービィ）
- 下級生（緑谷麻紀）
- だいなあいらん（伊東あんじぇ）
- 同級生2（鳴沢唯）セガサターン版、エンディング曲「春を待つ季節」も歌っている。
- どきどきシャッターチャンス★ 〜恋のパズルを組み立てて〜（新庄千冬）
- ベルデセルバ戦記

1998年
- ADVANCED V.G.2（エリナ）
- ツアーパーティー 卒業旅行にいこう（漣冴）
- アナザー・メモリーズ（アリアンディーネ・シェトランザ）

1999年
- Little Lovers SHE SO GAME（荻原多佳子、山川紀美子、場内アナウンス 他）

2000年
- MARVEL VS. CAPCOM 2 NEW AGE OF HEROES（バレッタ）

2002年
- サルゲッチュ2（ウッキーピンク）
- 忍風戦隊ハリケンジャー（キラコローネ、コピー忍者変幻丸）

2004年
- フルハウスキス（遊洛院十和子）

2005年
- サルゲッチュ3（ウッキーピンク）

2006年
- フルハウスキス2（遊洛院十和子）

2013年
- 鬼武者Soul（バレッタ）

2015年
- PROJECT X ZONE 2:BRAVE NEW WORLD（バレッタ、キュービィ、乙姫）

### ドラマCD
- かかってきなさい!（女子生徒A）
- 少年濡れやすく恋成りがたし（鳴海加乃）
- 私立ジャスティス学園 ドラマアルバム 〜ねらわれた太陽学園 熱血死闘編〜（ジョディ・ロバーツ、バツの母）
- 新世紀GPXサイバーフォーミュラ PICTURELAND 1 風にのせて（ジョディ・リンド）
- 花のあすか組!（ミコ）
- 北欧神話・伝説シリーズ（ナンナ）

### 吹き替え

#### 映画
- 青い相姦
- 少年濡れやすく恋成りがたし（1995年、鳴海加乃）

#### ドラマ
- ダイアリー〈第2章〉 アンナの悦び
- マイティ・モーフィン・パワーレンジャー（1995年）
- 名探偵ポアロ もの言えぬ証言

### CM
- バンダイ あわ入浴剤

### プラネタリウム
- 海から来た少女マナ・島根県立三瓶自然館プラネタリウム作品（真奈美の声）